# Synagoge van Malmö
De Synagoge van Malmö (Zweeds: Malmö synagoga; Hebreeuws: בית הכנסת של מאלמו) is een synagoge in Malmö, Zweden. Het werd ontworpen door architect John Smedberg en ingehuldigd in 1903. Het gebouw is een van de weinige overgebleven synagogen in Europa die werd gebouwd in de Moorse stijl.
Ten tijde van de inhuldiging van de synagoge was het Malmö's eerste niet-christelijke gebedshuis. Het is nog altijd de enige synagoge in de stad. Daarnaast heeft Malmö één joodse begraafplaats.
De gemeente is orthodox.

## Geschiedenis
De joodse gemeente in Malmö was de vijfde van zijn soort in Zweden, na Stockholm, Göteborg, Norrköping en Karlskrona. Een van de eisen van de parochie was dat er ruimte zou zijn voor 200 mensen, huisvesting voor de conciërge en een mikwe, een joods ritueel bad.
De gemeenschap bestond voornamelijk uit immigranten uit Duitsland en Polen en telde aanvankelijk 251 leden. Later vluchtten meer joden uit Polen, Rusland, Oekraïne en de Baltische Staten naar Malmö. Tijdens de Tweede Wereldoorlog volgden Deense joden. Tijdens de jaren '70 van de 20e eeuw telde de gemeente meer dan 2.000 leden, wat neerkomt op bijna 1% van de bevolking van Malmö. Sinds 1990 werd er in stad steeds vaker een antisemitische houding opgemerkt, waardoor het aantal tot circa 500 leden daalde.
Honderd jaar na de inhuldiging verscheen er een jubileumboek.

## Antisemitisme en vandalisme
In juli 2010 ontplofte er 's nachts een explosief op de trappen van de synagoge. Hoewel er geen zichtbare schade aan het gebouw was, werd het door de politie aangemerkt als vandalisme. In september 2012 volgde een tweede aanval met wederom een explosief. Deze keer raakte een raam beschadigd.
In oktober 2021 werd er in Malmö een Holocaust-conferentie tegen antisemitisme gehouden. 44 landen namen deel, en ook koning Carl Gustaf XVI en minister Stefan Löfven waren aanwezig.
In januari 2022 opende de synagoge in samenwerking met de gemeente een kenniscentrum.